# Escorpião (arma)

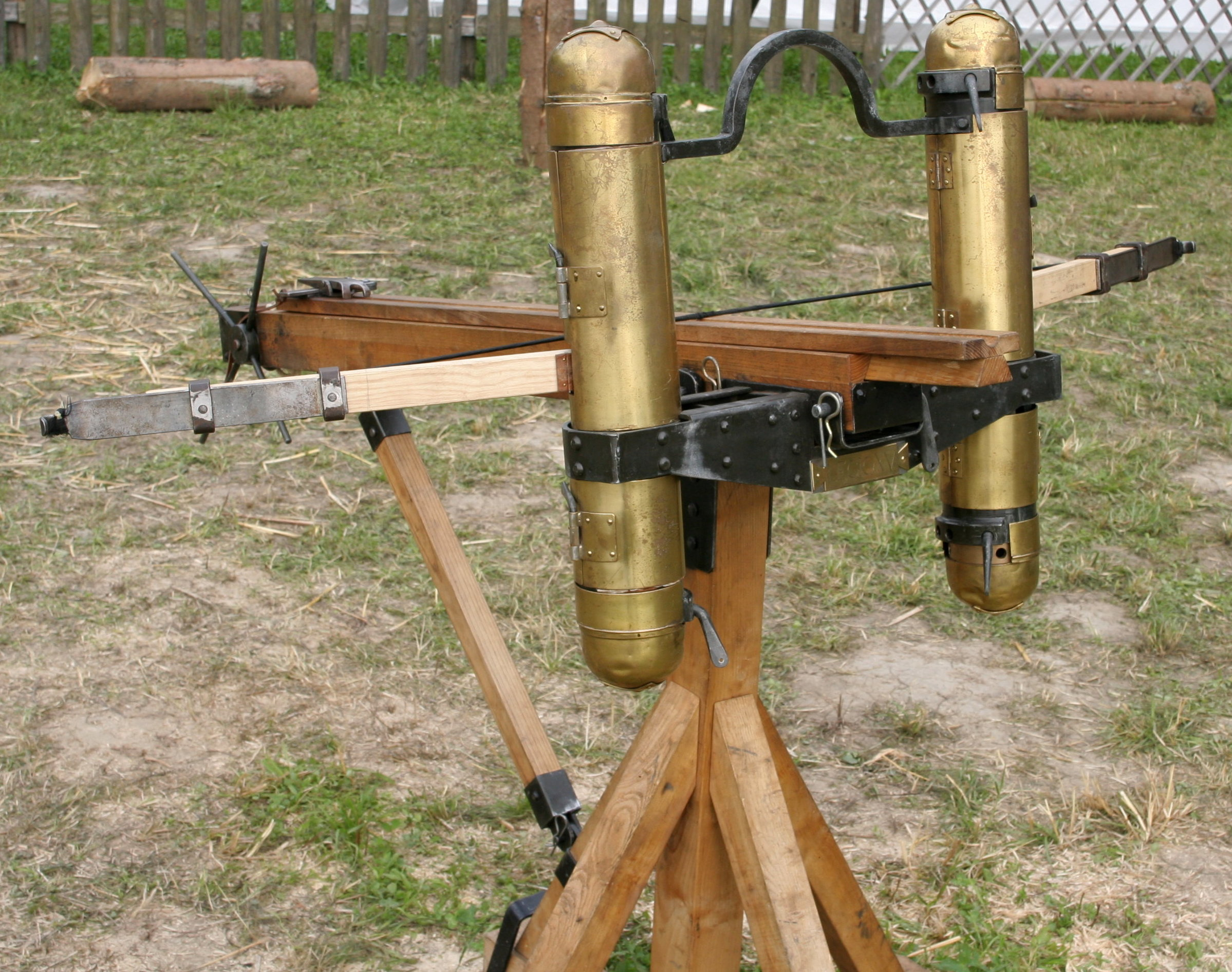
Uma réplica de um escorpião (modelo romano).

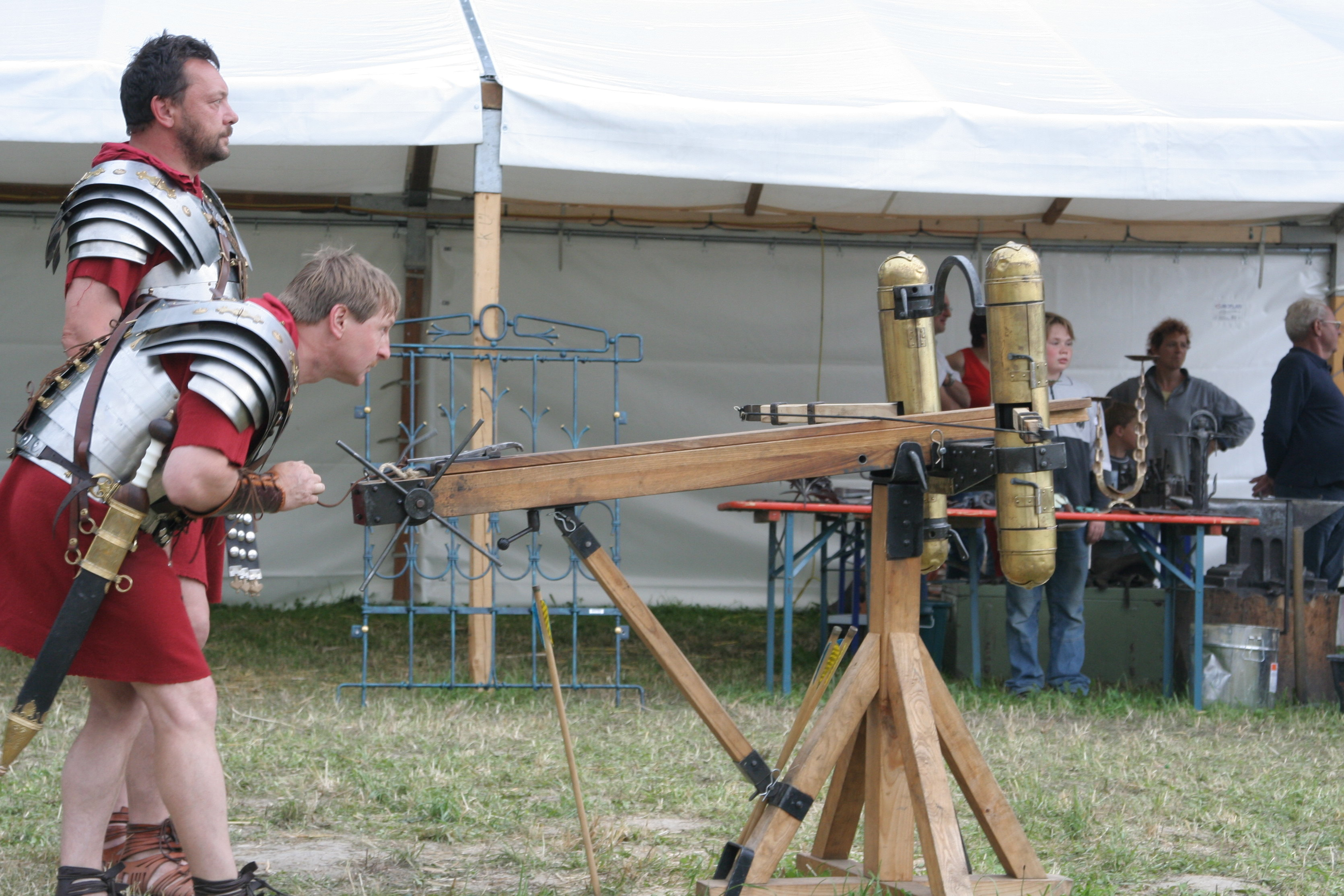
Reencenamento de um escorpião romano.

O escorpião (scorpio) foi um tipo de peça de artilharia militar romana, descrita pelo arquiteto e engenheiro Vitrúvio (século I) e pelo historiador Amiano Marcelino (século IV). Era utilizado principalmente em cercos.